# Waloryzacja
Waloryzacja – zasada prawna, która określa, że w razie zmiany siły nabywczej pieniądza po powstaniu zobowiązania, wierzyciel powinien otrzymać równowartość ekonomiczną (wyższą lub niższą) wierzytelności z chwili jej powstania.
Zasada waloryzacji świadczeń pieniężnych jest wyjątkiem od reguły nominalizmu ujętej w art. 358¹ Kodeksu cywilnego. Zgodnie z regułą prawną zobowiązanie pieniężne należy spełnić przez zapłatę tej samej sumy pieniężnej, na jaką opiewał dług w chwili powstania zobowiązania (art. 358¹ § 1). Jeśli spełnienie świadczenia pieniężnego nie następuje natychmiast, wówczas może pojawić się kwestia zmniejszenia siły nabywczej pieniądza (np. w warunkach wysokiej inflacji), co prowadzi do naruszenia interesu dłużnika lub wierzyciela. Stąd też art. 358¹ § 3 Kodeksu cywilnego daje możliwość waloryzacji świadczenia pieniężnego: „W razie istotnej zmiany siły nabywczej pieniądza po powstaniu zobowiązania, sąd może po rozważeniu interesów stron, zgodnie z zasadami współżycia społecznego, zmienić wysokość lub sposób spełnienia świadczenia pieniężnego, chociażby były ustalone w orzeczeniu lub umowie”.
Waloryzacja zakłada, że świadczenia pieniężne mają na celu dostarczenie wierzycielowi takiej samej wartości ekonomicznej, jaką miała wierzytelność w chwili jej powstania. Zatem jeżeli nastąpi zmiana siły nabywczej pieniądza wierzyciel otrzyma odpowiednio wyższą lub niższą sumę pieniężną. Należy jednak pamiętać, że waloryzacja odnosi się wyłącznie do zobowiązań pieniężnych, w których mija pewien okres między powstaniem a wygaśnięciem wierzytelności.
Kodeks cywilny zezwala w zasadzie na waloryzacje wszystkich świadczeń pieniężnych. Mogą być one waloryzowane na podstawie: umowy albo orzeczenia sądowego.
W finansach publicznych pojęcie waloryzacji jest najczęściej stosowane dla określenia mechanizmu zwiększania nominalnej wysokości świadczeń emerytalno-rentowych z powodu utraty ich realnej wartości. Waloryzacja ma za zadanie zachować realną wartość wypłacanych świadczeń w stosunku do wzrostu cen towarów i usług konsumpcyjnych. W tym celu emerytury i renty podlegają corocznie waloryzacji od dnia 1 marca. Waloryzacja polega na pomnożeniu kwoty świadczenia i podstawy jego wymiaru przez wskaźnik waloryzacji. W tym przypadku waloryzacja ma charakter mieszany, tzn. cenowo-płacowy. Wzrost świadczeń emerytalno-rentowych jest uzależniony od wzrostu cen towarów i usług konsumpcyjnych (ogółem lub dla gospodarstw domowych emerytów i rencistów) oraz realnego wzrostu przeciętnego wynagrodzenia. Określony w przepisach ustawy o emeryturach i rentach z Funduszu Ubezpieczeń Społecznych mechanizm waloryzacji ma też zastosowanie do świadczeń emerytalno-rentowych wypłacanych na podstawie innych regulacji prawnych, tj. do: emerytur rolniczych, kapitałowych emerytur okresowych, emerytur pomostowych, nauczycielskich świadczeń kompensacyjnych, rent socjalnych, emerytur i rent funkcjonariuszy służb mundurowych i żołnierzy zawodowych oraz uposażeń sędziów i prokuratorów w stanie spoczynku i uposażeń rodzinnych.
Pozostałe sposoby obliczania waloryzacji dzielą się na:
- waloryzację cenową – utrzymanie poziomu świadczeń bez uczestnictwa w ogólnym wzroście poziomu życia;
- waloryzację płacową – przeliczanie świadczeń na podstawie wskaźnika wzrostu średnich zarobków.